# Francisco Valdés Nicolau
Francisco Valdés Nicolau (Don Benito, 21 de septiembre de 1892-Don Benito, 4 de septiembre de 1936) fue un abogado y escritor español, regionalista vanguardista extremeño. Murió asesinado al comienzo de la Guerra Civil, víctima de la represión en zona republicana.

## Biografía
Nació en Don Benito el 21 de septiembre de 1892. Perteneciente a una familia de grandes terratenientes, cursó el bachiller en su ciudad natal, recibiendo una sólida formación humanística. A los dieciocho años, en 1910, se trasladó a Universidad Central de Madrid para iniciar la carrera de Derecho. En Madrid frecuentó bibliotecas, museos y tertulias literarias. Fue amigo de Juan Ramón Jiménez, con quien coincidió en la Residencia de Estudiantes. De regreso a Don Benito fundó el periódico La Semana e impartió clases en un colegio local. También colaboró con el Correo de la Mañana de Badajoz, La Gaceta Literaria, Luz, Informaciones, Hoy, El Norte de Castilla y Bética. Se casó en 1934 con Magdalena Gámir, con quien tuvo un hijo el año siguiente.
Participó activamente en política como concejal del Ayuntamiento y, con la llegada de la Segunda República, comenzó a criticar la actuación del gobierno republicano. Fue encarcelado el 15 de agosto de 1936 y fusilado por milicianos frentepopulistas en una saca, la madrugada del 4 de septiembre de aquel año. La Biblioteca Pública Municipal de Don Benito, fundada en 1948, debe su nombre al escritor.

## Obras
- Cuatro estampas extremeñas con su marco (1924).
- Resonancias (1931).
- Ocho estampas extremeñas con su marco (1932).
- Letras. Notas de un lector (1933).
- Cartas de amor de Francisco Valdés a Magdalena Gámir, 1932- 1934 (ed. Manuel Luis Valdés Gámir; 1997).
- Al margen de los libros (1921-1924) (ed. Daniel Cortés González; 2016).